# Liga Distrital de San Isidro 2011
La edición del 2011 de la Primera División de la Liga distrital de San Isidro  participaron 14 equipos en dos series de 7 equipos y es el primer torneo que estos equipos disputan para aspirar llegar al Campeonato Descentralizado 2012 o al Torneo de Segunda División 2012.
El campeonato se jugó con el sistema de todos contra todos. Finalmente Ciclista Lima F.C., Lima Cricket y Regatas Lima fueron los clasificados al Interligas de Lima 2011. Los clubes Residencial Santa Cruz   y Deportivo Salamanca, ambos pierde la categoría y desciende a la Segunda División Distrital de San Isidro temporada 2012.

## Tabla de posiciones

### Serie A
- 1) Ciclista Lima F.C.   16 ptos. -liguilla de clasificación
- 2) Regatas Lima     14 " -liguilla de clasificación
- 3) Circolo Sportivo Italiano     11 "
- 4) River Plate                   10 "
- 5) Gardenias FC                   6 "
- 6) Orrantia Real Club             3 "
- 7) Residencial Santa Cruz         0 " - descienden Segunda División Distrital de San Isidro 2012.

### Serie B
- 1) Lima Cricket                   16 ptos. -liguilla de clasificación
- 2) Real Club Lima                 15 " -liguilla de clasificación
- 3) Deportivo Alma Mater           13 "
- 4) Univ. Católica del Perú         5 "
- 5) Univ. Inca Garcilaso de la Vega 5 "
- 6) Deportivo Apremasur             4 "
- 7) Deportivo Salamanca             -2 " - descienden Segunda División Distrital de San Isidro 2012.

## Liguilla de clasificación
- Ciclista Lima F.C. 6 - 0 Real Club de Lima
- Lima Cricket 2 - 0 Regatas Lima

## Campeón y subcampeón
Ciclista Lima F.C. 2(5) - 2(4) Lima Cricket
- Ciclista Lima F.C. - Campeón, clasificado Interligas 2011
- Lima Cricket - Subcampeón, clasificado Interligas 2011

## Mejor Tercero
Real Club de Lima 0 - 6 Regatas Lima
- Regatas Lima - Tercero, clasificado Interligas 2011

| Perú                          |
| Campeón                       |
| Ciclista Lima F.C. 2.º título |